# Chris Anderson (imprenditore)
Chris Anderson (1957) è un imprenditore britannico.
È a capo di TED, un programma di conferenze su vari argomenti che ha avuto risonanza mondiale.

## Biografia

### Giovinezza
Anderson è nato da genitori britannici in Pakistan nel 1957. Suo padre era "un chirurgo oculista e un cristiano evangelico" e gestiva un ospedale mobile nel Pakistan rurale. Ha due sorelle ed è il secondo figlio.
Ha studiato brevemente alla Woodstock School nelle montagne himalayane di Mussoorie, Uttarakhand, India, prima di trasferirsi alla Monkton Combe School, un collegio a Bath, in Inghilterra.
All'Università di Oxford, Anderson ha studiato prima fisica. È passato alle materie di filosofia, politica ed economia, laureandosi nel 1978.

### Carriera
Anderson ha iniziato la sua carriera nel giornalismo, lavorando su giornali e radio. Ha prodotto un servizio di notizie dal mondo alle Seychelles.
Dopo essere tornato nel 1984 nel Regno Unito, Anderson è rimasto affascinato dalla rivoluzione dei computer domestici. È diventato redattore di due delle prime riviste di computer del Regno Unito, Personal Computer Games e Zzap! 64. Un anno dopo ha fondato Future Publishing con un prestito bancario di $ 25.000. La nuova società inizialmente si è concentrata su pubblicazioni specializzate in computer ma in seguito si è diversificata entrando in altre aree come il ciclismo, la musica, i videogiochi, la tecnologia e il design. Future ha raddoppiato le dimensioni ogni anno per sette anni.
Nel 1994, Anderson si è trasferito negli Stati Uniti. Lì ha sviluppato Imagine Media, editore della rivista Business 2.0 e creatore del popolare sito web IGN. Anderson ha poi unito Imagine e Future, creando Future US. Al suo apice, pubblicava 150 riviste e siti web e impiegava 2.000 persone.
Sulla base di questo successo finanziario, Anderson ha fondato un'organizzazione privata senza scopo di lucro, la Sapling Foundation. Voleva trovare nuovi modi per affrontare difficili problemi globali attraverso i media, la tecnologia, l'imprenditorialità e le idee.
Nel 2012, Anderson è stato premiato con un Edison Achievement Award per il suo impegno per l'innovazione nel corso della sua carriera.

### TED
Nel 2001, la fondazione ha acquisito la TED Conference, allora un incontro annuale di luminari nei settori della tecnologia, dell'intrattenimento e del design, tenutosi a Monterey, in California. Anderson ha lasciato quindi Future per lavorare a tempo pieno su TED.
Ha ampliato la conferenza per coprire tutti gli argomenti, tra cui scienza, cultura, mondo accademico e affari e questioni globali. Ha aggiunto un programma di borsisti, che ora conta circa 400 alunni. Ha anche istituito il TED Prize, che assegna ai destinatari 1 milione di dollari per sostenere il loro "desiderio di cambiare il mondo".
Nel 2006, TED ha sperimentato la pubblicazione di alcuni dei suoi discorsi su Internet. Il successo virale ha incoraggiato Anderson a sviluppare l'organizzazione come iniziativa mediatica globale dedicata a "idee che vale la pena diffondere". Nel giugno 2015, l'organizzazione ha pubblicato online il suo duemillesimo discorso. I colloqui possono essere visualizzati gratuitamente. Attraverso un progetto correlato, sono stati tradotti in più di 100 lingue con l'aiuto di migliaia di volontari da tutto il mondo. Il numero di visualizzazioni è cresciuto fino a raggiungere circa un miliardo di visualizzazioni all'anno.
Continuando una strategia di "apertura radicale", nel 2009 Anderson ha introdotto l'iniziativa TEDx. L'organizzazione TED fornisce licenze gratuite agli organizzatori locali che desiderano organizzare i propri eventi simili a TED. I requisiti sono che i relatori devono presentarsi gratuitamente e gli eventi devono essere senza scopo di lucro, con discorsi rilasciati a TED attraverso Commons Media. Sono stati organizzati più di 10.000 eventi di questo tipo, generando un archivio di 100.000 discorsi TEDx.
Tre anni dopo, è stato lanciato il programma TED-Ed. Offre video e strumenti educativi gratuiti a studenti e insegnanti.
Nel maggio 2016, Anderson ha pubblicato un libro intitolato TED Talks: The Official TED Guide to Public Speaking che offre suggerimenti e consigli per parlare in pubblico. Il libro è diventato un bestseller del New York Times.
Nell'aprile 2018, ha svelato un importante aggiornamento al TED Prize, intitolato "The Audacious Project". Cerca di raccogliere fondi significativi per coraggiosi progetti filantropici.

## Vita privata
Anderson ha sposato Lucy Evans. Insieme hanno avuto tre figlie, Zoe, Elizabeth e Anna, prima del divorzio. La maggiore, Zoe, è morta nel 2010 all'età di 24 anni, per avvelenamento da monossido di carbonio a causa di una caldaia del bagno non installata correttamente.
Nel 2008, Anderson ha sposato Jacqueline Novogratz, la fondatrice e CEO di Acumen, un'organizzazione che si occupa di investimenti con impatto sociale.